# Ulugurusolfågel
Ulugurusolfågel (Cinnyris loveridgei) är en starkt utrotningshotad afrikansk fågel i familjen solfåglar. Arten är endemisk för Tanzania.

## Utseende och läten
Ulugurusolfågeln är en liten (11 cm) medlem av familjen med lång och böjd näbb. Hanen är gnistrande grön på huvud och ovansida. På undersidan syns ett smalt violett bröstband, en stor triangelformad orangeröd fläck på bröstet, stora gula fjädertofsar på bröstsidan och gulgröna flanker till undergump. Honan är gröngul ovan, med gråare huvud och strupe och gulare under. Den är mycket lik hona ngurusolfågel och malawisolfågel, men skiljer sig i utbredningsområde och läten: ett vasst "chip", "pzit" eller "tsk"; sången en tre till fyra sekunder lång skallrande serie med ljusa "tsi", ofta inledd med några dubbla "tsp-tee".

## Utbredning och status
Fågeln förekommer i Ulugurubergen i östra Tanzania. IUCN kategoriserar arten som starkt hotad.

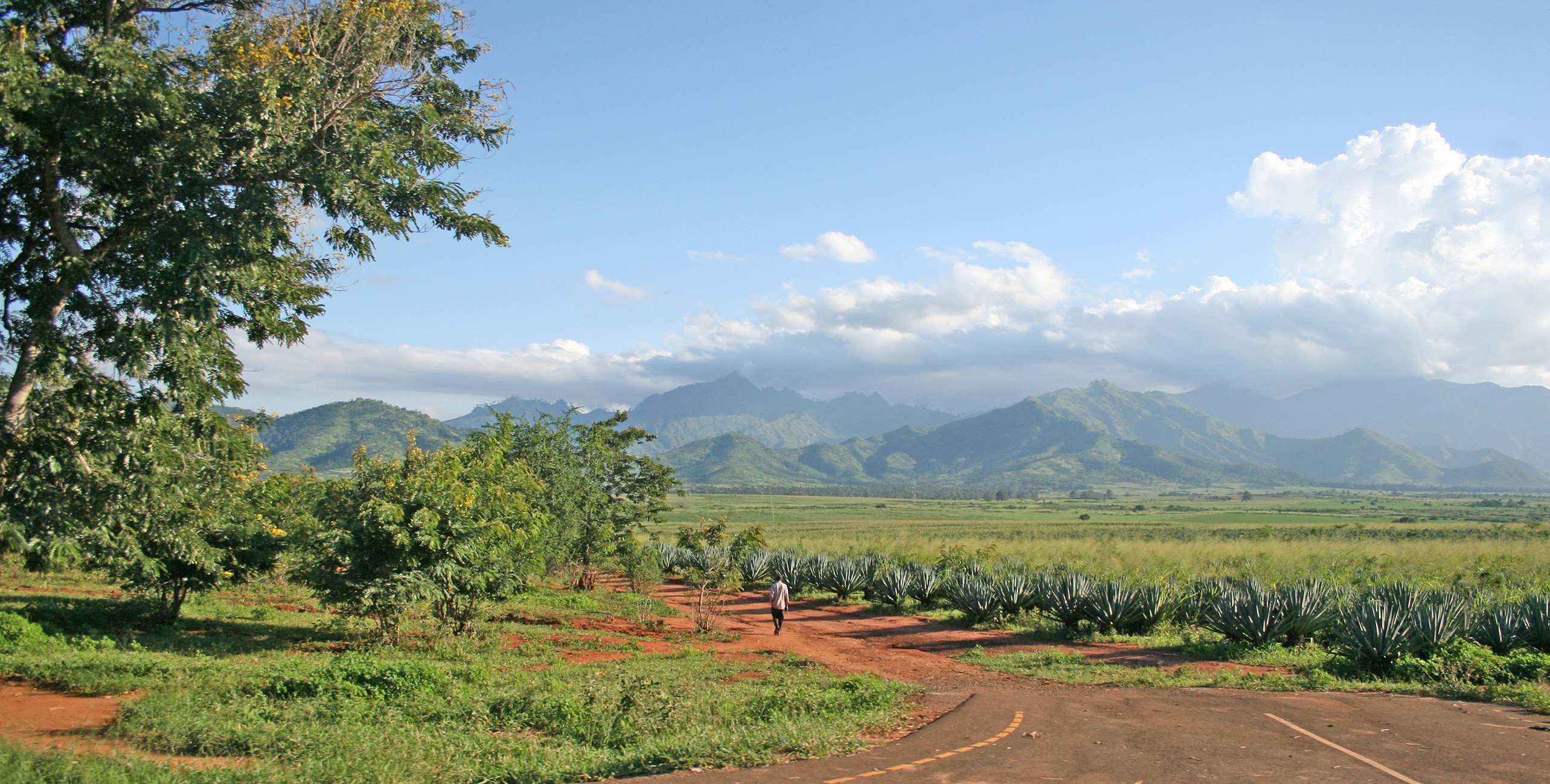
Ulugurubergen där arten endast förekommer.